# Gomme arabique modifiée à l'acide octénylsuccinique
La gomme arabique modifiée à l'acide octénylsuccinique est un additif alimentaire (émulsifiant) utilisé sous le numéro E423 et provenant d'une modification chimique par l'acide octénylsuccinique de la matière première, la gomme arabique.